# Elatobia carbonella
Elatobia carbonella är en fjärilsart som beskrevs av William George Dietz 1905. Elatobia carbonella ingår i släktet Elatobia och familjen äkta malar. Inga underarter finns listade i Catalogue of Life.